# آسیه آهات

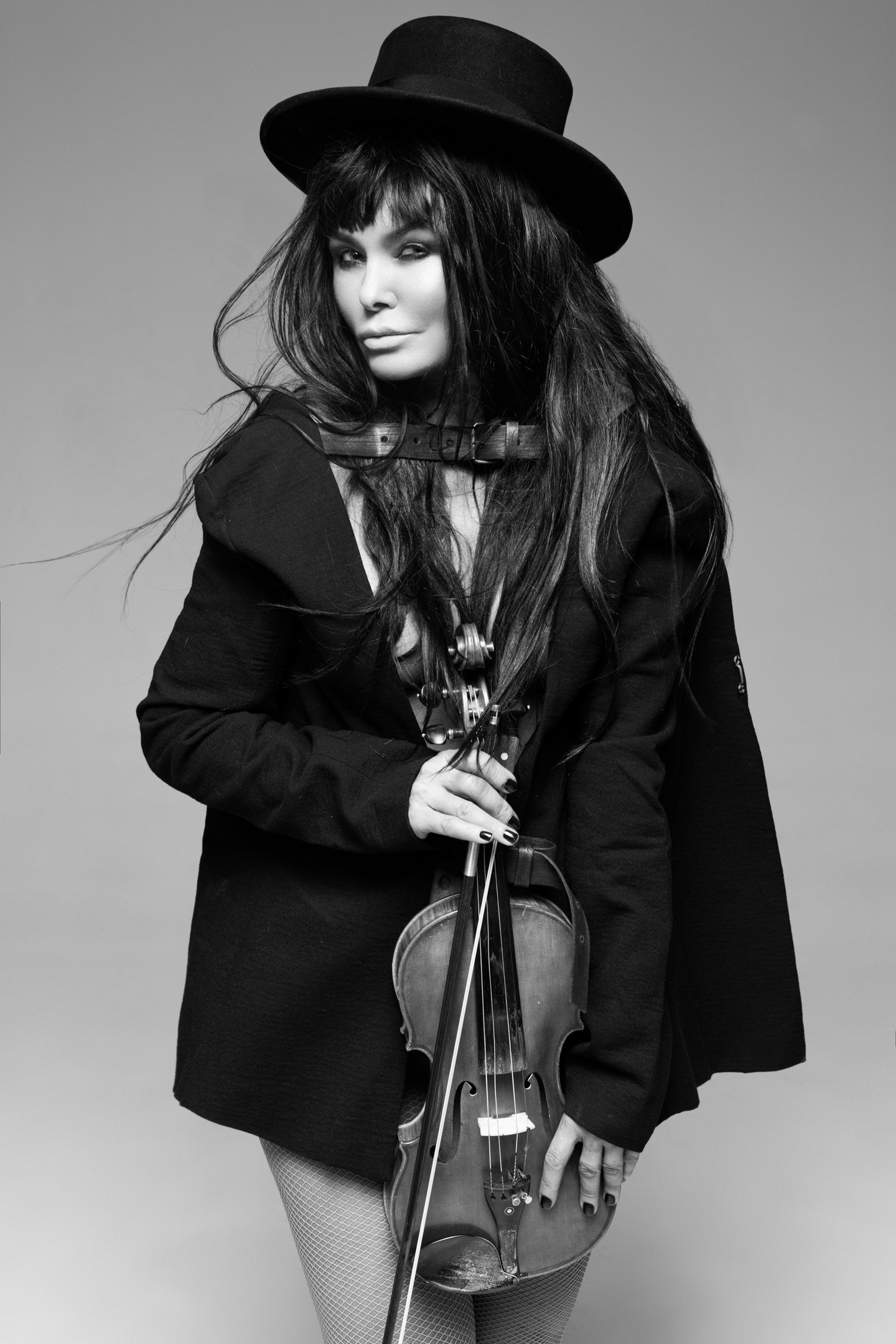
تصویری از آسیه آهات به‌همراه ویولن و آرشه‌ای که در دست گرفته.

آسیا آهات (زاده ۳ ژوئن ۱۹۵۵) ویولن زن و خواننده اوکراینی است. آهات در سال ۲۰۱۳ با اولین تک آهنگ خود، "If Only Tonight" که بیش از سه میلیون بازدید داشت، شهرت بین‌المللی به دست آورد.
او در کی‌یف، پایتخت جمهوری سوسیالیستی شوروی سابق اوکراین به دنیا آمد. از کالج موسیقی گلیر و آکادمی موسیقی ملی، هر دو در کیف، اوکراین فارغ‌التحصیل شد. پس از فارغ‌التحصیلی، دوره کارآموزی را در آکادمی موسیقی در نیس فرانسه (فرانسوی: Academie de musique de Nice‎ به پایان رساند.</link>).